# A29 (motorväg, Portugal)
A29, även känd som Autoestrada da Costa da Prata, är en motorväg i Portugal som går sträckan Angeja (Albergaria-a-Velha) - Vilar de Andorinho (Vila Nova de Gaia), via Estarreja, Ovar, Espinho och Vila Nova de Gaia. 
Längden är 53 km.
A29 löper parallellt till A1 i sträckan Aveiro – Porto,  och utgör således ett alternativ för resenärerna i trakten.